# ادویژ فویه
ادویژ فویه (فرانسوی: Edwige Feuillère‎؛ ۲۹ اکتبر ۱۹۰۷ – ۱۳ نوامبر ۱۹۹۸) بازیگر اهل فرانسه بود.
از فیلم‌هایی که وی در آن نقش داشته‌است، می‌توان به وقتی زنی دخالت می‌کند، عشق‌های مشهور، گلگتا، ابله و لوکرتسیا بورجا اشاره کرد.
وی همچنین برندهٔ جوایزی همچون لژیون دونور (فرمانده) و لژیون دونور (افسر بزرگ) شده‌است.